# John Guida
John Guida (Santa Maria Capua Vetere, 1888 – Roma, 1951) è stato uno stilista e illustratore italiano.

## Biografia
Nato in provincia di Caserta, da padre italiano e da madre americana, John Guida è stato disegnatore di moda e figurinista nel periodo che va dagli anni venti agli anni quaranta del Novecento.
Assiduo frequentatore delle sfilate di moda parigine, trasse ispirazione dai celebri sarti del tempo (Jean Patou, Madeleine Vionnet, Jeanne Lanvin, Lucien Lelong, Coco Chanel), sviluppando un suo stile personale, divenendo figurinista ufficiale per alcune tra le più note sartorie italiane, quali  Maria Antonelli e Coen a Roma, Sanet e La Merveilleuse a Torino. Passando attraverso le fasi influenzate dal Liberty e dall'Art déco, il suo disegno rimase caratterizzato da una linearità raffinata e da una costante attenzione al dettaglio prezioso. Le sue figure femminili dalle forme allungate e sottili erano spesso sottolineate da gonne ampie e pantaloni fluenti; i profili sofisticati erano evidenziati da capigliature corte o raccolte, ispirati al modello della garçonne tipico dell'epoca.
Fu attivo anche come illustratore per le riviste femminili La donna, Domina e Cose e come disegnatore pubblicitario per i settori della moda e della profumeria.
Figurini di John Guida sono stati esposti nella rassegna Gli Annitrenta, tenutasi al Palazzo Reale di Milano, nel 1982, come tipici esempi dello stile del periodo.